# ابن زقاعه
ابواسحاق، ابراهیم بن محمّد غزی شهرت‌یافته به ابنِ زُقّاعه/ ابن سُقّاعه و ملقب به برهان‌الدین (۱۳۲۳، غزه - ۱۴۱۴، قاهره) (نسب کامل: ابراهیم بن محمّد بن بهادر بن احمد، قرشی نوفلی غزی) فقیه شافعی، صوفی، نویسنده، ادیب و شاعر عربی فلسطینی در سدهٔ هشتم هجری/چهاردهم میلادی بود که زندگی‌نامه‌اش را همراه شگفتی‌های بسیار نوشته‌اند و به علوم گوناگون پرداخت. نزد برزگان مصر نفوذ داشت و او را همراه بالاترین قاضیان می‌نشاندند.

## زندگی
در ۱۳۲۳م/ ۷۲۴ق در غزه زاده شد. ابتدا خیاط بود و نخستین آموزش او در علم حدیث بوده است، سپس قرائات هفتگانه، فقه و تصوف را خواند. پس از این آموزش‌ها، به ادبیات، شعر و دیگر دانش‌ها گرایش پیدا کرد. در گیاه‌شناسی، اخترشناسی و پزشکی پژوهش‌ها نمود.

## آثار
- الرسائل
- دوحة الورد فی معرفة النرد
- تعریب التعجیم فی حرف الجیم
- لوامع الانوار فی سیرة البرابر
- الوجود
- دیوان